# Fritz Wilhelm Hardach
Fritz Wilhelm Hardach (* 12. Dezember 1902 in Melle; † 1. Januar 1976 in Essen) war ein deutscher Kaufmann, Wirtschaftsprüfer und Industriemanager.

## Leben
Er studierte Banklehre Betriebswirtschaft in Hamburg, Köln und Berlin (1927 Diplom). Anschließend wurde er Assistent bei Eugen Schmalenbach in Köln, wo er 1929 promoviert wurde. Vom  1935 bis 1941 war er Lehrbeauftragter für Betriebswirtschaftslehre an der Fakultät I für Allgemeine Wissenschaften, insbesondere für Mathematik, Naturwissenschaften und Wirtschaftswissenschaft der TH Berlin. 1937 trat er der NSDAP bei.
Von 1953 bis 1965 saß er im Vorstand der Hütten- und Bergwerke Rheinhausen. Anschließend wurde er Mitglied des Aufsichtsrats. Er lehrte von 1963 bis 1970 als Honorarprofessor für Betriebswirtschaftslehre in Münster. Er war von 1960 bis 1968 erst Vizepräsident, dann Präsident der Schmalenbach-Gesellschaft zur Förderung der betriebswirtschaftlichen Praxis.

## Schriften (Auswahl)
- Betriebswirtschaftliche Aufgaben der Wirtschaftsfachverbände. Bergisch Gladbach 1932.
- mit Carl Hundhausen, Leo Kluitmann, Walter Krähe, Franz Petzold, Erich Potthoff, Hans Wolfgang Rubin und Georg Strobel: Unternehmungsorganisation. Aufgaben- und Abteilungsgliederung in der industriellen Unternehmung. Köln 1963.

## Einzelbelege
1. ↑  Peter Mantel: Betriebswirtschaftslehre und Nationalsozialismus, Wiesbaden 2009, S. 711

| Personendaten    | Personendaten                                              |
| ---------------- | ---------------------------------------------------------- |
| NAME             | Hardach, Fritz Wilhelm                                     |
| KURZBESCHREIBUNG | deutscher Kaufmann, Wirtschaftsprüfer und Industriemanager |
| GEBURTSDATUM     | 12. Dezember 1902                                          |
| GEBURTSORT       | Melle                                                      |
| STERBEDATUM      | 1. Januar 1976                                             |
| STERBEORT        | Essen                                                      |